# فرودگاه بین‌المللی خوآن سانتاماریا
فرودگاه بین‌المللی خوان سانتاماریا (به انگلیسی: Juan Santamaría International Airport) یک فرودگاه همگانی مسافربری با کد یاتا SJO است که یک باند فرود آسفالت دارد و طول باند آن ۳۰۱۲ متر است. این فرودگاه در کشور کاستاریکا قرار دارد و در ارتفاع ۹۲۱ متری از سطح دریا واقع شده‌است.

## شرکت‌های هواپیمایی و مقصدهای پروازی

### مسافری
| شرکت‌های هواپیمایی    | مقصدهای پروازی |
| -------------------- | --- |
| آئرومکزیکو           | مکزیکو سیتی |
| ایر کانادا روژ       | پیرسون تورنتو فصلی: مونترآل-پییر الیوت ترودو |
| ایر فرانس            | شارل دوگل پاریس |
| Air Panama           | انریکه ملک، آلبروک مارکوس برندزینو گلابرت |
| Air Transat          | فصلی: مونترآل-پییر الیوت ترودو، پیرسون تورنتو |
| آلاسکا ایرلاینز      | لس‌آنجلس |
| Albatros Airlines    | سیمون بولیوار |
| امریکن ایرلاینز      | شارلوت داگلاس، دالاس-فورت ورث، میامی فصلی: فیلادلفیا، فینکس اسکای هاربر                                                                                |
| اویانکا کاستاریکا    | ال دورادو، لا آررا، خورخه چاوز، اوگوستو سزار ساندینو، مکزیکو سیتی، توکومن، السالوادور، رامون ویلدا مورالس، تونکنتین                                    |
| اویاتکا              | لا آررا، گوستاو روجاس پینیلا |
| اویانکا السالوادور   | السالوادور |
| بریتیش ایرویز        | گاتویک |
| کوندور فلوگدینست     | فرانکفورت فصلی: مونیخ |
| کوپا ایرلاینز        | لا آررا، اوگوستو سزار ساندینو، توکومن، تونکنتین |
| کوپا ایرلاینز کلمبیا | توکومن |
| هواپیمایی کوبا       | خوزه مارتی |
| دلتا ایرلاینز        | هارتسفیلد-جکسون آتلانتا، لس‌آنجلس |
| ادلوایس ایر          | زوریخ |
| ایبریا ایرلاین       | مادرید-باراخاس |
| Interjet             | مکزیکو سیتی |
| جت‌بلو                | فورت لادردیل–هالیوود، اورلاندو |
| کاال‌ام               | فصلی: اسخیپول آمستردام (برقراری مجدد از ۳۱ اکتبر ۲۰۱۷)                                                                                                 |
| لان پرو              | خورخه چاوز (آغاز از ۱ ژانویه ۲۰۱۸) |
| لوفت‌هانزا            | فرانکفورت (آغاز از ۲۹ مارس ۲۰۱۸) |
| ناتوره ایر           | دریک بی، گلفیتو، La Fortuna، دنیل اودوبر کیروش، نوسرا، پورتو هیمنز، کوئپوس ماناگوا، تاماریندو، تامبور، ترتوگرو، اوگوستو سزار ساندینو                   |
| سانسا ایرلاینز       | دریک بی، گلفیتو، La Fortuna، دنیل اودوبر کیروش، لیمون، پالمار سور، پورتو هیمنز، کوئپوس ماناگوا، پرز زلدون، تاماریندو، تامبور، ترتوگرو، Costa Esmeralda |
| ساوت‌وست ایرلاینز     | ثرگود مارشال بالتیمور واشینگتن، فورت لادردیل–هالیوود (آغاز از ۶ نوامبر ۲۰۱۷)، ویلیام پی. هابی                                                          |
| Spirit Airlines      | فورت لادردیل–هالیوود |
| یونایتد ایرلاینز     | جرج بوش، لیبرتی نیوآرک فصلی: دنور، اوهر شیکاگو، دالس واشینگتن                                                                                          |
| Volaris Costa Rica   | کانکون، کینتانا رو، دن میگوئل هیدالگو وای کوستیا، لا آررا، اوگوستو سزار ساندینو، مکزیکو سیتی (آغاز از ۱۴ سپتامبر ۲۰۱۷), السالوادور                     |
| وست جت               | پیرسون تورنتو |
| Wingo                | Panama City-Balboa |

Notes
- ^  کوندور فلوگدینست's flights to and from Frankfurt fly via Santo Domingo, the airline has rights to transport passengers solely from Santo Domingo to San Jose.
- ^  کوندور فلوگدینست's flights to and from Munich fly via Punta Cana.

### باری
| شرکت‌های هواپیمایی             | مقصدهای پروازی         |
| ----------------------------- | ---------------------- |
| Avianca Cargo                 | میامی                  |
| دی‌اچ‌ال اوییشن                 | میامی، لس‌آنجلس، توکومن |
| دی‌اچ‌ال دو گواتمالا            | لا آررا                |
| فدکس اکسپرس                   | ممفیس، توکومن          |
| فلوریدا وست اینترنشنال ایرویز | میامی                  |
| LATAM Cargo Brasil            | میامی                  |
| LATAM Cargo Chile             | میامی                  |
| LATAM Cargo México            | مکزیکو سیتی            |
| یوپی‌اس ایرلاینز               | میامی                  |